# Guerra civil tayika
La Guerra civil tayika (en tayiko: Ҷанги шаҳрвандии Тоҷикистон, romanizado: Çángi shahrvandíi Toçikíston) fue una guerra que se desarrolló en la entonces reciente formada República de Tayikistán entre 1992 y 1997 en el cual milicias de las regiones de Jarm y el Alto Badajshán se enfrentaron contra el gobierno recién formado del presidente Rahmon Nabiyev, que estaba dominado por personas de las regiones de Juyand y Kulob. Los grupos rebeldes estaban dirigidos por una combinación de reformistas democráticos liberales e islamistas, que más tarde se organizarían bajo la bandera de la Oposición Tayika Unida.
La principal zona de conflicto estaba en el sur del país, aunque se produjeron disturbios en todo el país. La guerra civil estuvo en su apogeo durante su primer año y continuó durante cinco años, devastando el país. Se estima que entre veinte mil y ciento cincuenta mil personas murieron en el conflicto, y entre el 10 y el 20% de la población de Tayikistán fue desplazada internamente. El 27 de junio de 1997, el presidente de Tayikistán, Emomali Rahmon, el líder de la Oposición Tayika Unida, Sayid Abdulloh Nuri, y el Representante Especial del Secretario General de las Naciones Unidas, Gerd Merrem, firmaron el Acuerdo General sobre el Establecimiento de la Paz y el Acuerdo Nacional en Tayikistán en Moscú, Rusia, poniendo fin a la guerra.

## Trasfondo
Existen numerosas causas de la guerra civil en Tayikistán, como las dificultades económicas, el estilo de vida comunal de los tayikos y su alta religiosidad. Bajo las políticas de Perestroika del presidente soviético Mijaíl Gorbachov, comenzó a surgir un movimiento islámico en la República Socialista Soviética de Tayikistán. La columna vertebral de la oposición era el Partido de la Resurrección Musulmana de Tayikistán, el Partido Democrático de Tayikistán y algunos otros movimientos. La lucha entre la antigua élite comunista y la oposición pasó de la esfera política a una basada en la etnia y el clan.
Las tensiones comenzaron en la primavera de 1992 después de que miembros de la oposición salieran a las calles a manifestarse contra los resultados de las elecciones presidenciales de 1991. El presidente Rahmon Nabiyev y el presidente del Soviet Supremo, Safarali Kenjayev, orquestaron la distribución de armas a las milicias progubernamentales, mientras que la oposición recurrió a los muyahidin en Afganistán en busca de ayuda militar.

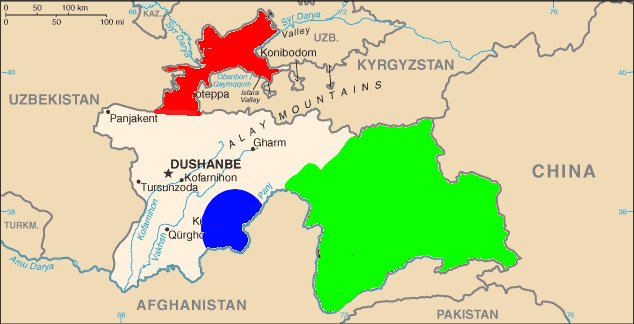
Facciones y sus regiones:
rojo- grupos de origen en Leninabad (actual Khujand),
azul- grupos de Kulob,
verde- grupos islamistas en el Alto Badajshán

## Desarrollo de las hostilidades
El 5 de mayo de 1992 estallaron los combates entre los partidarios de la vieja guardia del gobierno y una oposición débilmente organizada compuesta por grupos étnicos y regionales de las áreas de Jarm y Gorno-Badakhshan (estas últimas también conocidas como Pamiris). Ideológicamente, la oposición incluía reformistas liberales democráticos e islamistas. El gobierno, por otro lado, estaba dominado por gente de la región de Leninabadi, que también constituía la mayor parte de la élite gobernante durante todo el período soviético. También contó con el apoyo de personas de la región de Kulob, que habían ocupado altos cargos en el Ministerio del Interior en la época soviética. Después de muchos enfrentamientos, los Leninabadis se vieron obligados a aceptar un compromiso y se formó un nuevo gobierno de coalición, que incorporó a miembros de la oposición y finalmente fue dominado por ellos. El 7 de septiembre de 1992, Nabiyev fue capturado por manifestantes de la oposición y forzado a punta de pistola a renunciar a su presidencia.
Con la ayuda de los militares de Rusia y Uzbekistán, las fuerzas del Frente Popular leninabadí-kulyabi se encaminaron a la oposición a principios y finales de 1992. El gobierno de coalición en la capital se vio obligado a dimitir. En diciembre de 1992, el Soviet Supremo (Parlamento), donde la facción leninabadí-kulyabi había mantenido el poder todo el tiempo, convocó y eligió un nuevo gobierno bajo el liderazgo de Emomali Rahmonov, lo que representaba un cambio en el poder de la antigua potencia basado en Leninabad a las milicias desde Kulyab, desde que entró Rahmonov.
El momento crítico de las hostilidades se produjo entre 1992 y 1993 y enfrentó a las milicias kulyabi contra una gran variedad de grupos, incluyendo militantes del Partido del Renacimiento Islámico de Tayikistán (IRP) y miembros de la minoría étnica pamiri de Gorno-Badakhshan. En gran parte debido a la ayuda extranjera que recibieron, las milicias kulyabi fueron capaces de derrotar a las fuerzas de oposición y pasaron a, lo que ha sido descrito por Human Rights Watch, como una "campaña de limpieza étnica" contra los pamiri y gharmis. La campaña se concentró en las zonas al sur de la capital e incluyó el asesinato de personalidades, asesinatos masivos, quema de aldeas y la expulsión de la población pamiri y gharmi en Afganistán. La violencia se concentró sobre todo en Qurghonteppa, base de poder del IRP y hogar de muchos gharmis. Decenas de miles de personas fueron asesinadas o huyeron a Afganistán.